# مهرام (پاکستان)
مهرام (به انگلیسی: Mehram) یک منطقهٔ مسکونی در پاکستان است که در ناحیه کچهی واقع شده‌است.